# Distributed Transaction Coordinator
Der Distributed Transaction Coordinator, kurz DTC, ist ein Systemdienst auf Microsoft-Windows-NT-basierten Betriebssystemen, der zur Koordination atomarer Operationen beim Einsatz verteilter Anwendungsszenarien verwendet wird.
Eine verteilte Transaktion erstreckt sich dabei über mindestens zwei Ressourcen, wie Datenbanken, Nachrichtenwarteschlangen oder Dateisysteme. Wird der Systemdienst beendet, können abhängige Dienste nicht ausgeführt werden und keine Transaktionen über Systemgrenzen hinweg mehr ausgeführt werden. Hierzu gehört beispielsweise der transaktionsgesicherte Aufruf von Prozeduren auf Fremdsystemen (engl. Remote Procedure Call) oder die Nutzung des mit Windows Vista eingeführten Dienstes Kernel Transaction Manager (KTM) und dem Transactional NTFS (TxN).